# 楔前叶
楔前叶（英文：Precuneus）是顶上小叶（顶叶）位于大脑半球内侧的部分。楔前叶在楔叶的前方，中间有顶枕沟隔开，与情节记忆、视觉空间处理、自我反省以及意识等一些脑部高级功能有关。楔前叶所处的位置使得对它研究起来较为困难，与此同时楔前叶也极少因中风而出现单独损伤，或遭到枪伤。

## 结构
楔前叶位于两个大脑半球之间（内侧面）靠后的地方，位于中央旁小叶和楔叶之间，在后扣带皮层的上方。其前后的边界分别为缘沟、顶枕沟。传统上，楔前叶被划作布罗德曼分区系统第7区在大脑半球内侧的延伸。
神经纤维追踪研究以及功能性磁共振成像证实，楔前叶内部有三个分区：
- 感觉运动前区（Sensorimotor Anterior Region）
- 认知/联络中区（Cognitive/Associative Central Region）
- 视觉后区（Visual Posterior Region）

## 功能
楔前叶的前部与自我意识有关（自我性格认知、反省），后部与情节记忆有关，而楔前叶另一个部位与视觉空间处理有关。此外，楔前叶在“痒”的感觉感知过程中扮演了一定角色。

## 图像

左侧大脑半球图示：楔前叶位于红色标记处
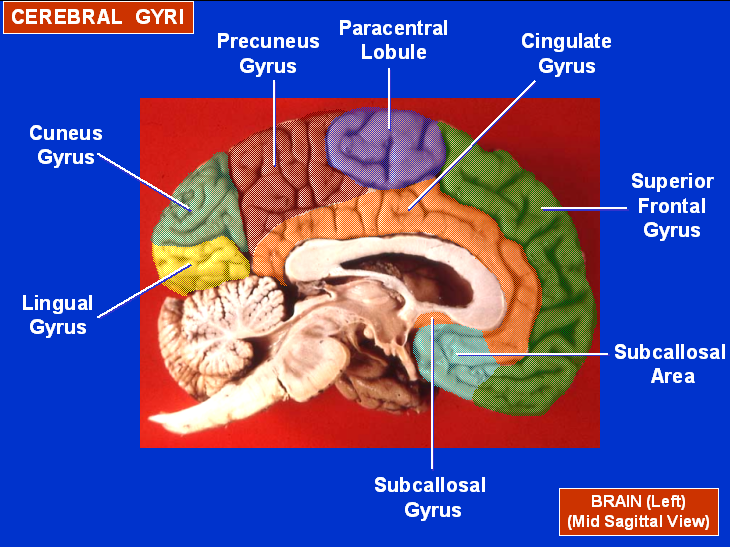
左侧大脑半球内侧面